# Robertson Davies
Robertson Davies (født 28. august 1913 i Thamesville, Ontario, Canada, død 2. december 1995 i Toronto, Ontario, Canada) var en canadisk forfatter, journalist og universitetsprofessor. Davies var flere gange på tale til en Nobelpris. I Canada var han meget kendt for sine skuespil; men det var hans romaner, der gav ham international berømmelse. 
Nogle af dem er oversat til dansk. De er samlede i trilogier, også Toronto-trilogien, der kaldes sådan, selv om Robertson Davies døde, før han fik skrevet det sidste bind.